# Biskopsvalet i Borgå stift 2006
Biskopsvalet i Borgå stift 2006 var det val inom Borgå stift där det valdes efterföljare åt biskop Erik Vikström då han skulle gå i pension. Valet ordnades i september och oktober 2006 i två valomgångar. Av kandidaterna, som nominerats redan på våren, kom de två som fick mest röster i första omgången vidare till den andra. Kandidaterna i valet var Gustav Björkstrand, Martin Fagerudd, Anders Laxell, Helene Liljeström, Henrik Perret, Henric Schmidt och Bo-Göran Åstrand.

## I valomgången den 13 september 2006
1. Gustav Björkstrand, 122 röster
2. Henrik Perret, 117 röster
3. Bo-Göran Åstrand, 116 röster
4. Helene Liljeström, 58 röster
5. Henric Schmidt, 20 röster
6. Anders Laxell, 16 röster
7. Martin Fagerudd, 11 röster

## II valomgången den 4 oktober 2006
1. Gustav Björkstrand, 308 röster
2. Henrik Perret, 146 röster